# صالح حميدات
صالح حميدات فنان تونسي بدأ مع فرقة عشاق الوطن الملتزمة والقريبة من الإسلاميين ثم استقل عنها.
- من بين من لحن له الموسيقار العراقي المشهور نصير شمة قصيدة صامت أعلن حبي وهي من كلمات الشاعر العراقي إبراهيم زيدان.